# الرواية المسيحية
الرواية المسيحية هي رواية التي تشرح وتوضح وجهة نظر العالم المسيحي، أو التي تتعامل مع مواضيع مسيحية بطريقة إيجابية.
لدى الروايات المسيحية تقليد عريق في أوروبا، والذي يعود لعدة قرون، بعض أبرز الروايات المسيحية كل من الكوميديا الإلهية لدانتي أليغييري، ورحلة الحاج لجون بنيان. ظهرت في القرن العشرين عدد من الأسماء البارزة التي كتبت الرواية المسيحية في اللغة الإنجليزية منهم على سبيل المثال جون ر. تولكين والذي عرف بشكل خاص في سلسلته الملحمية المدعوة «سيد الخواتم» ورواية «الهوبيت»، وغلبرت كايث تشيسترتون، وسي. إس. لويس والذي عرف بسلسلته الملحمية سجلات نارنيا.